# Pont du Faubourg
Le pont du Faubourg est un pont couvert qui traverse la rivière Saint-Jean dans la municipalité de L'Anse-Saint-Jean, au Québec (Canada).

## Histoire
Le pont du Faubourg a été construit en 1929 au coût de 2 069 dollars canadiens.
Il figura à l'endos du billet de 1 000 $ de la série de billet émis en 1954.
En 1986, il fut emporté par un embâcle de glace un kilomètre à l'aval. Il fut ensuite réparé et remis en place par route.